# マテウシュ・ウェンゴフスキ
マテウシュ・ウェンゴフスキ（Mateusz Łęgowski、2003年1月29日 - ）は、ポーランド・ブロドニツァ出身のサッカー選手。USサレルニターナ1919所属。ポジションはMF。

## クラブ経歴
2016年にMKSポゴニ・シュチェチンの下部組織に入団し、トップチームデビュー前の2019-20シーズンにはバレンシアCFのカンテラへ1シーズンのみのレンタル移籍を経験した。
レンタルバック後の2021年8月21日、エクストラクラサのスタル・ミエレツ戦にてポゴニ・シュチェチンでのトップチームデビューを果たした。

## 代表経歴
ポーランドの各世代別代表を経て、2022年9月、UEFAネーションズリーグを戦うポーランド代表に初めて招集された。9月22日、オランダ代表戦にて、86分にピオトル・ジエリンスキとの途中交代でポーランド代表デビューを果たした。